# Małgorzata Hołub-Kowalik
Małgorzata Hołub-Kowalik (pronunțat [mawɡɔˈʐata ˈxɔwup kɔˈvalik]; născută Hołub; n. 30 octombrie 1992, Koszalin, Polonia) este o atletă poloneză, specializată în proba de 400 m.

## Biografie
Sportiva a absolvit un liceu din Koszalin și a studiat la Universitatea Maria Curie-Skłodowska din Lublin. A obținut locul cinci la Campionatele Europene din 2014 și 2016. La Universiada din 2015 a câștigat medalia de argint, și la ediția din 2017, la Taipei, a cucerit medalia de aur.
Cele mai mari succese a avut cu echipa poloneză de ștafetă de 4×400 de metri. Polonezele au câstigat medalia de aur la Campionatul Mondial de Ștafete din 2019, la Campionatul European din 2018, la Campionatele Europene în sală din 2017 și 2019 și la Universiadele din 2015 și 2017. La Jocurile Olimpice de la Tokio atleta a cucerit medalia de argint cu ștafeta de 4x400 m, compusă din Natalia Kaczmarek, Iga Baumgart-Witan, Małgorzata Hołub-Kowalik și Justyna Święty-Ersetic, stabilind un nou record național. A câștigat și medalia de aur cu ștafeta mixtă de 4x400 m, la care ea a concurat doar în serii.

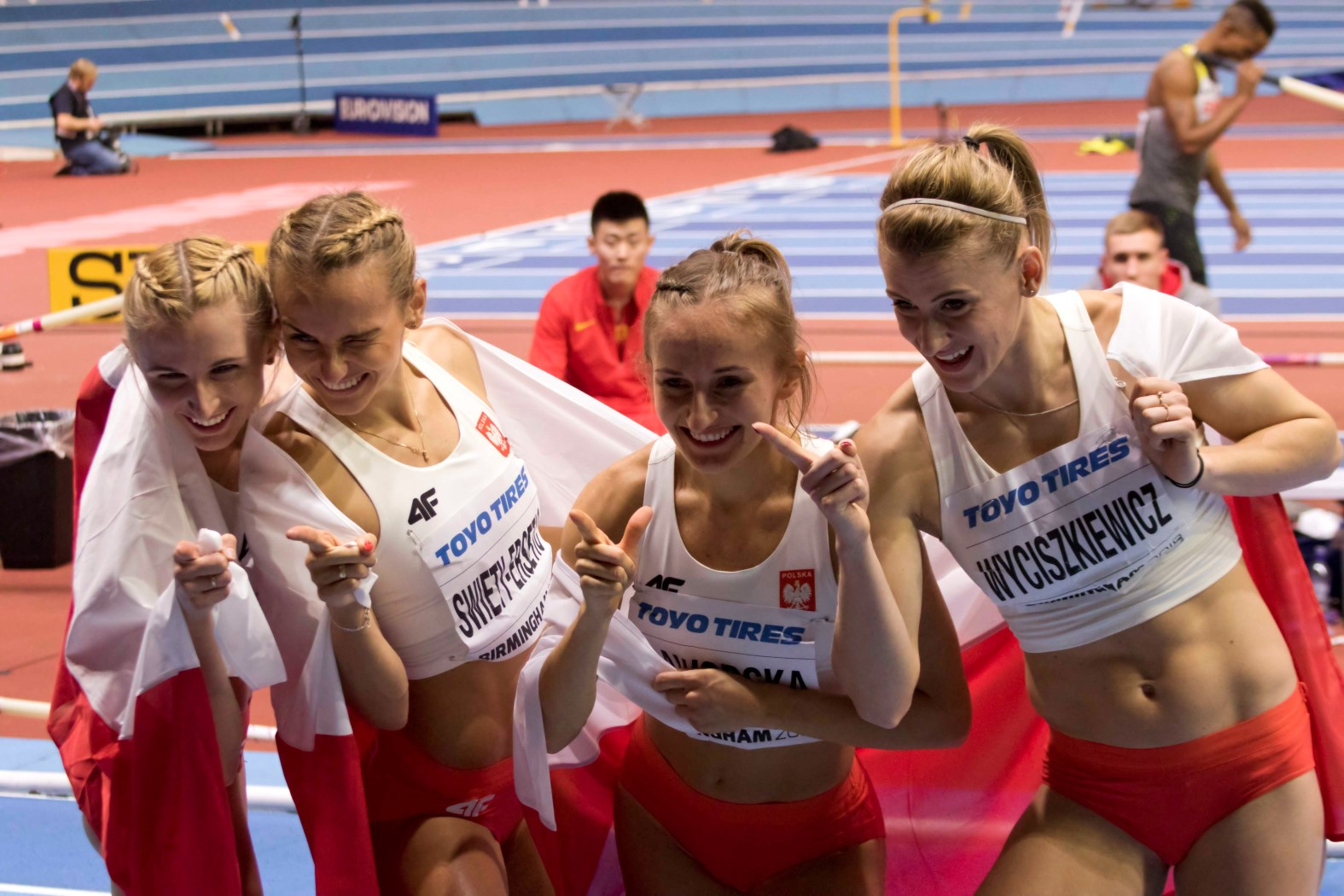
La CM în sală din 2018
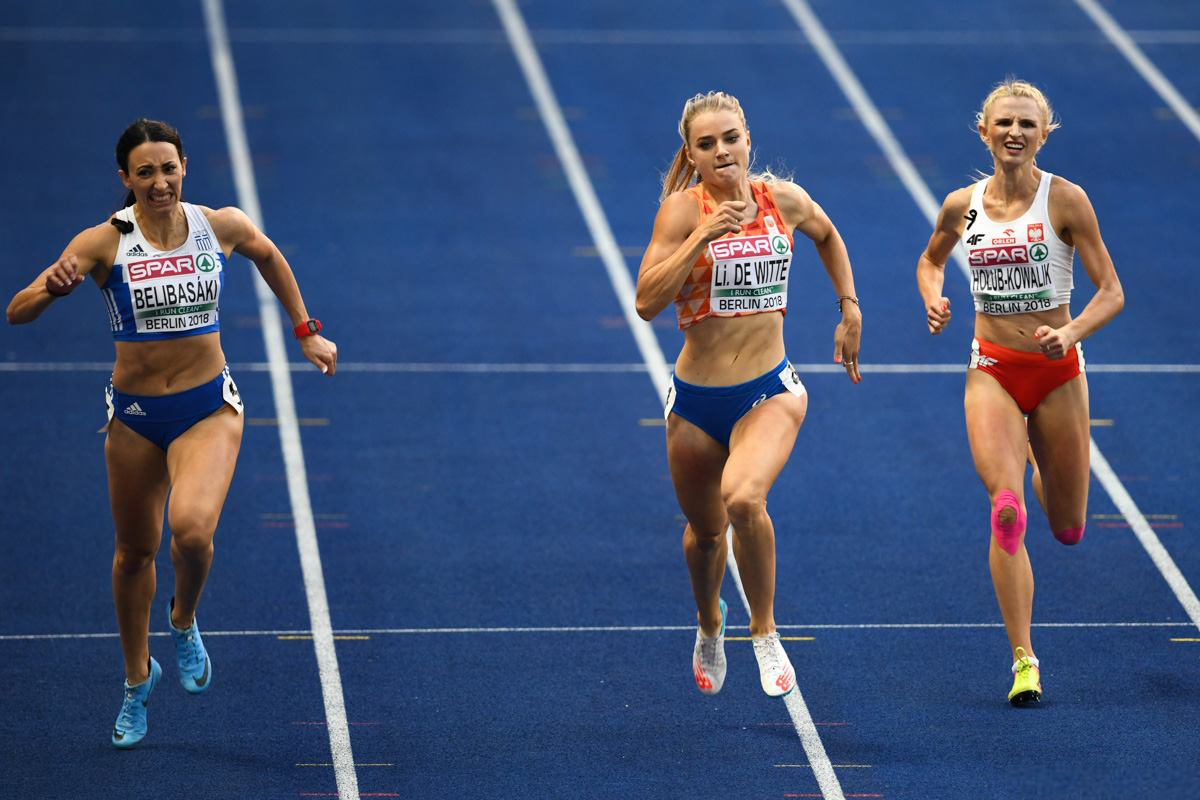
La CE din 2018
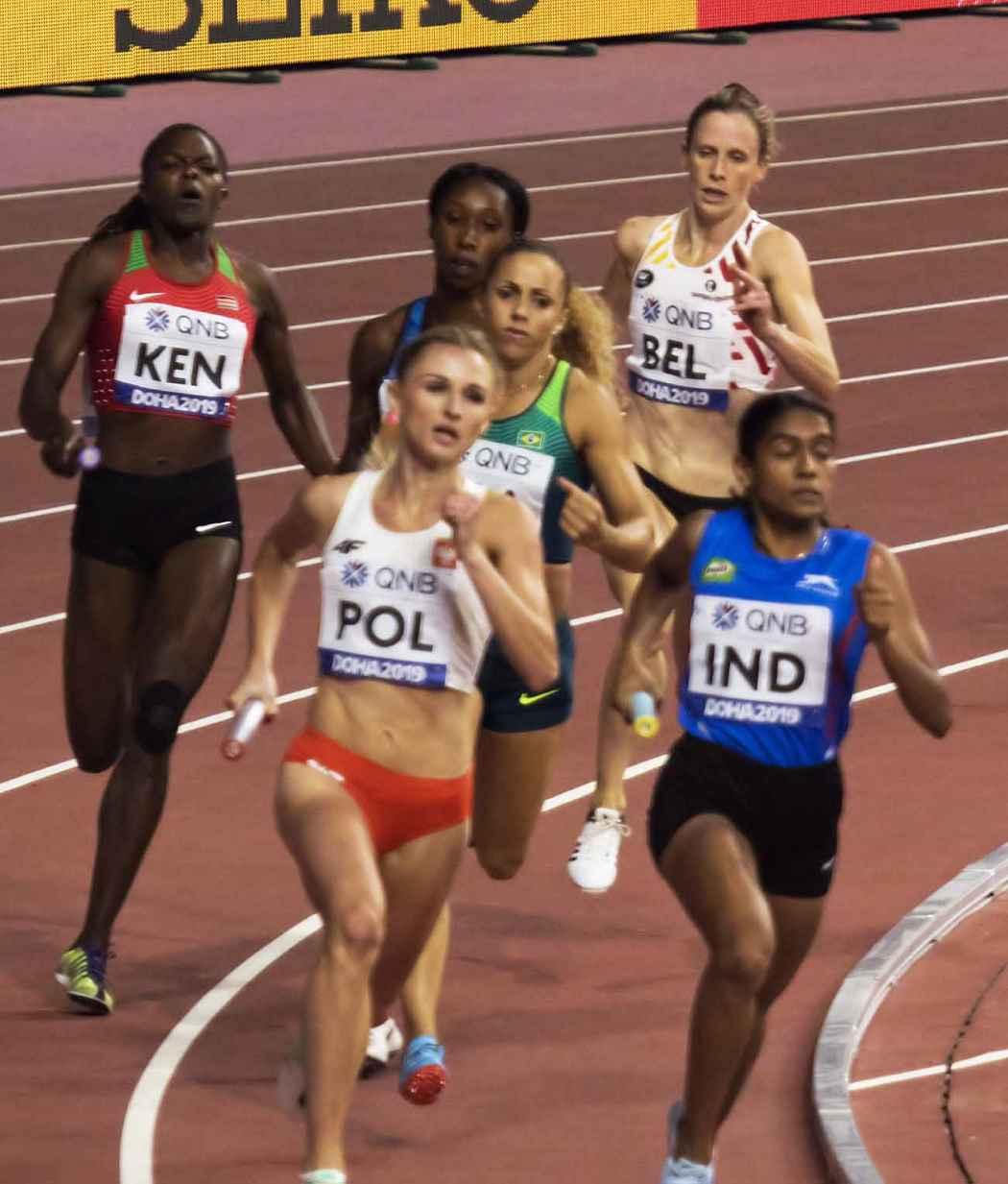
La CM din 2019

## Realizări
| An   | Competiție                               | Locație                    | Loc | Eveniment     | Note       |
| ---- | ---------------------------------------- | -------------------------- | --- | ------------- | ---------- |
| 2010 | Campionatul Mondial de Juniori (sub 20)  | Moncton, Canada            | 8   | 4×400 m       | 3:42,70    |
| 2011 | Campionatul European de Juniori (sub 20) | Tallinn, Estonia           | 2   | 4×400 m       | 3:35,35    |
| 2013 | Campionatul European de Tineret (sub 23) | Tampere, Finlanda          | 4   | 400 m         | 52,28      |
| 2013 | Campionatul European de Tineret (sub 23) | Tampere, Finlanda          | 1   | 4×400 m       | 3:29,74    |
| 2013 | Campionatul Mondial                      | Moscova, Rusia             | 8   | 4×400 m       | 3:29,75    |
| 2014 | Campionatul Mondial în sală              | Sopot, Polonia             | 14  | 400 m         | 53,07      |
| 2014 | Campionatul Mondial în sală              | Sopot, Polonia             | 4   | 4×400 m       | 3:29,89    |
| 2014 | Ștafetele Mondiale                       | Nassau, Bahamas            | 5   | 4×400 m       | 3:27,37    |
| 2014 | Campionatul European                     | Zürich, Elveția            | 5   | 400 m         | 51,84      |
| 2014 | Campionatul European                     | Zürich, Elveția            | 5   | 4×400 m       | 3:25,73    |
| 2015 | Campionatul European în sală             | Praga, Cehia               | 11  | 400 m         | 53,31      |
| 2015 | Campionatul European în sală             | Praga, Cehia               | 3   | 4×400 m       | 3:31,90    |
| 2015 | Ștafetele Mondiale                       | Nassau, Bahamas            | 5   | 4×400 m       | 3:29,30    |
| 2015 | Universiada                              | Gwangju, Coreea de Sud     | 2   | 400 m         | 51,93      |
| 2015 | Universiada                              | Gwangju, Coreea de Sud     | 1   | 4×400 m       | 3:31,98    |
| 2015 | Campionatul Mondial                      | Beijing, China             | 25  | 400 m         | 51,74      |
| 2015 | Campionatul Mondial                      | Beijing, China             | 15  | 4×400 m       | 3:32,83    |
| 2016 | Campionatul Mondial în sală              | Portland, Statele Unite    | 8   | 400 m         | 52,73      |
| 2016 | Campionatul Mondial în sală              | Portland, Statele Unite    | 2   | 4×400 m       | 3:31,15    |
| 2016 | Campionatul European                     | Amsterdam, Olanda          | 5   | 400 m         | 51,89      |
| 2016 | Campionatul European                     | Amsterdam, Olanda          | 4   | 4×400 m       | 3:27,60    |
| 2016 | Jocurile Olimpice                        | Rio de Janeiro, Brazilia   | 19  | 400 m         | 51,93      |
| 2016 | Jocurile Olimpice                        | Rio de Janeiro, Brazilia   | 7   | 4×400 m       | 3:27,28    |
| 2017 | Campionatul European în sală             | Belgrad, Serbia            | 6   | 400 m         | 54,29      |
| 2017 | Campionatul European în sală             | Belgrad, Serbia            | 1   | 4×400 m       | 3:29,94    |
| 2017 | Ștafetele Mondiale                       | Nassau, Bahamas            | 2   | 4×400 m       | 3:28,28    |
| 2017 | Campionatul Mondial                      | Londra, Marea Britanie     | 28  | 400 m         | 52,26      |
| 2017 | Campionatul Mondial                      | Londra, Marea Britanie     | 3   | 4×400 m       | 3:25,41    |
| 2017 | Universiada                              | Taipei, Taiwan             | 1   | 400 m         | 51,76      |
| 2017 | Universiada                              | Taipei, Taiwan             | 1   | 4×400 m       | 3:26,75    |
| 2018 | Campionatul Mondial în sală              | Birmingham, Marea Britanie | 2   | 4×400 m       | 3:26,09    |
| 2018 | Campionatul European                     | Berlin, Germania           | 12  | 400 m         | 51,74      |
| 2018 | Campionatul European                     | Berlin, Germania           | 1   | 4×400 m       | 3:26,59    |
| 2019 | Campionatul European în sală             | Glasgow, Marea Britanie    | 1   | 4×400 m       | 3:28,77    |
| 2019 | Ștafetele Mondiale                       | Yokohama, Japonia          | 1   | 4×400 m       | 3:27,49    |
| 2019 | Campionatul European pe Echipe           | Bydgoszcz, Polonia         | 1   | 4×400 m       | 3:24,81    |
| 2019 | Campionatul European pe Echipe           | Bydgoszcz, Polonia         | 1   | echipe        | 345 pct    |
| 2019 | Campionatul Mondial                      | Doha, Qatar                | 2   | 4×400 m       | 3:21,89    |
| 2019 | Campionatul Mondial                      | Doha, Qatar                | 5   | 4×400 m mixtă | 3:15,47    |
| 2021 | Campionatul European în sală             | Toruń, Polonia             | 3   | 4×400 m       | 3:29,94    |
| 2021 | Ștafetele Mondiale                       | Chorzów, Polonia           | 2   | 4×400 m       | 3:28,81    |
| 2021 | Campionatul European pe Echipe           | Chorzów, Polonia           | 1   | 4×400 m       | 3:26,37    |
| 2021 | Campionatul European pe Echipe           | Chorzów, Polonia           | 1   | echipe        | 181,50 pct |
| 2021 | Jocurile Olimpice                        | Tokio, Japonia             | 2   | 4×400 m       | 3:20,53    |
| 2021 | Jocurile Olimpice                        | Tokio, Japonia             | 1   | 4×400 m mixtă | 3:10,44    |
| 2022 | Campionatul Mondial                      | Eugene, Statele Unite      | 10  | 4×400 m       | 3:29,34    |
| 2022 | Campionatul European                     | München, Germania          | 2   | 4×400 m       | 3:26,05    |

1. 1 2 3  Atleta a participat doar la calificări.

## Recorduri personale
| Probă           | Performanță | Dată              | Locație    |
| --------------- | ----------- | ----------------- | ---------- |
| 400 m           | 51,18       | 21 iulie 2018     | Lublin     |
| 4×400 m         | 3:20,53 RN  | 7 august 2021     | Tokio      |
| 400 m în sală   | 52,57       | 18 februarie 2018 | Toruń      |
| 4×400 m în sală | 3:26,09 RN  | 4 martie 2018     | Birmingham |